# Dom Gdański w Węgrowie
Dom Gdański w Węgrowie – dwór miejski i zajazd zlokalizowany przy Rynku Mariackim w Węgrowie.

## Historia
Gmach w stylu barokowym wzniesiono w północno-wschodnim narożu węgrowskiego rynku około połowy XVIII wieku. Jego nazwa wywodzi się od kupców gdańskich, którzy mieli jakoby prowadzić tu swoją faktorię handlową (Węgrów znajdował się wówczas na ważnych szlakach handlowych). Już wcześniej, bo w XVI wieku, wcześniejszy obiekt stojący na tym miejscu, pełnił funkcje handlowe o charakterze międzynarodowym. 
Obecnie budynek mieści Miejską Bibliotekę Publiczną z Gabinetem Zbiorów Regionalnych, Muzeum Tkaniny Podlaskiej, a także Gabinet Mistrza Twardowskiego, który był związany z Węgrowem. W piwnicach rozlokowana jest galeria prezentująca wystawy czasowe. 

## Architektura
Głównym elementem wizualnym obiektu jest okazały, faliście zwieńczony, ozdobiony gwiazdą, dwukondygnacyjny szczyt od strony rynku. Cały budynek pokryty jest dachem mansardowym z lukarnami.